# جعفر قزوینی
قوام‌الدین جعفر بن بدیع‌الزمان قزوینی با تخلص جعفر، همچنین مشهور به میرزا جعفر آصف‌خان (۱۵۵۱–۱۶۱۲م) شاعر فارسی‌زبان و مقام‌دار دربار مغولی هند بود.

## زندگی
جعفر قزوینی در سال ۱۵۵۱م/۹۵۸ق در قزوین زاده شد. پدرش بدیع‌الزمان از سوی تهماسب یکم صفوی وزارت کاشان داشت، جعفر در قزوین به تحصیل ادبیات پرداخت و به ویژه در سیاق سرآمد شد و شاعری آغاز کرد. او با شاعران قزوین معاشرت داشت، از جمله میرزا سلمان حسابی و ضمیری اصفهانی. قزوینی پس از ناآرامی‌هایی دربار صفوی به هناگم مرگ تهماسب و جلوس عباس یکم به هند کوچید. در هند به دربار اکبرشاه راه یافت و چند مأموریت از سوی برگرفت.
قزوینی در خدمت رسمی امپراتوری مغولان به کارهای لشکری و دیوانی پرداخت و «ثروت قراوان به هم رساند، همیشه دو هزار مغول با دو سه هزار دیگر از مردم هند در خدمت او بودند.» تا اینکه در مأموریت تسخیر دکن در ۱۶۱۲م/ ۱۰۲۱ق به بیماری فلج دچار شد و در همان سال در برهانپور درگذشت.

## شاعری
اثر مشهور قزوینی نورنامه نام دارد، منظومه‌ای دو هزار - دوهزار و پانصد بیتی به بحر هزج مسدس مقصور و محذوف؛ برخی از همروزگارانش، آن را پس از خسرو و شیرین نظامی سرآمد همهٔ منظومه‌های همسان آن می‌دانستند. قزوینی به سرودن در قالب‌های دیگر نیز پرداخت، نسخه‌ای از کلیاتش در کتابخانهٔ موزهٔ بریتانیا بوده و ذبیح‌الله صفا آن را دیده و به دیدگاه او، «سخن او در همهٔ انواع شعرش در عین روانی منتخب و استوار و خالی از هرگونه عیب تعقید و ابهام و ضعف تألیف است و در همهٔ آن‌ها خاصه در نورنامهٔ او به تعبیرهای بسیار لطیف مقرون به احساسات و عواطف گرم باز می‌خوریم.»